# Babilonia la Grande

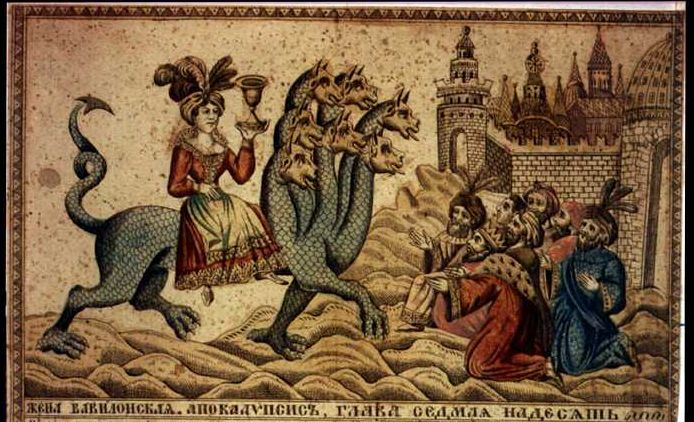
Una rappresentazione russa del XIX secolo della Grande meretrice seduta sulla bestia a sette teste

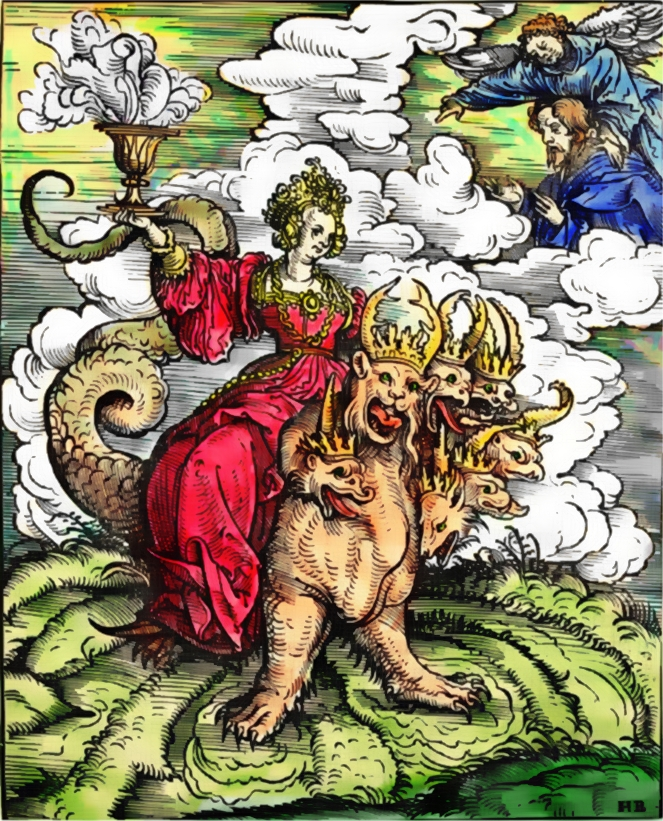
Raffigurazione della Prostituta Babilonese in un'incisione lignea tedesca del XVI secolo

Babilonia la Grande è l'appellativo attribuito talvolta dalla Bibbia alla città di Babilonia, quando viene utilizzata come simbolo del potere umano che si considera pari o superiore a Dio.

## Riferimenti biblici

Torre di Babele, dipinto di Pieter Bruegel del 1563

### Nella Genesi
Nell'episodio della Torre di Babele (Gen 11) Babilonia (Babele) rappresenta semplicemente una società umana incapace di raggiungere gli obiettivi che si è posta perché non si cura se essi siano in accordo con i piani divini. L'obiettivo, però, di innalzare una torre "la cui cima tocchi il cielo e facciamoci un nome" sembra sottintendere l'obiettivo vanaglorioso di essere alla pari con Dio.

### Nei libri di Isaia e Geremia
Pur essendo uno strumento divino per punire l'infedeltà del popolo ebraico, Isaia e Geremia profetizzano ripetutamente la caduta di Babilonia. Nella condanna del re di Babilonia questi diventa per la prima volta un simbolo di Lucifero proprio a causa della sua superbia:

### Nel Libro di Daniele
In tutto l'Antico Testamento la città di Babilonia è chiamata "grande" solo una volta nel Libro di Daniele (4,27), quando Nabucodonosor attribuisce solo alla propria potenza la grandezza della città e si paragona implicitamente a Dio affermando che la "gloria" della propria maestà abitava nella città (per gli ebrei la "gloria" di Dio abitava nel tempio di Gerusalemme). La narrazione di questa vicenda segue immediatamente quella in cui Nabucodonosor si fece costruire una gigantesca statua d'oro e ordinò che tutti la adorassero.
La vicenda narrata da Daniele sembrò realizzarsi nuovamente sotto l'impero di Domiziano. A Efeso, la prima delle sette città dell'Apocalisse, negli anni 89-90 circa fu costruito un tempio per il culto imperiale della dinastia Flavia, contenente una colossale statua acrolitica di Tito Flavio, il fratello di Domiziano, che aveva conquistato Gerusalemme e distrutto il Tempio, proprio come Nabucodonosor sei secoli prima. Secondo la maggior parte dei biblisti l'Apocalisse fu scritta proprio allora e l'episodio di "Babilonia la grande" sarebbe ispirato da questi fatti. Il nome stesso sarebbe una citazione dell'hapax legomenon di Daniele.

### Nell'Apocalisse
Molti paragrafi e l'intero diciottesimo capitolo dell'Apocalisse di Giovanni sono dedicati a Babilonia. Tra i passaggi più importanti possono essere citati i seguenti:
- Allora uno dei sette angeli che hanno le sette coppe mi si avvicinò e parlò con me: "Vieni, ti farò vedere la condanna della grande prostituta che siede presso le grandi acque. [2]Con lei si sono prostituiti i re della terra e gli abitanti della terra si sono inebriati del vino della sua prostituzione". [3]L'angelo mi trasportò in spirito nel deserto. Là vidi una donna seduta sopra una bestia scarlatta, coperta di nomi blasfemi, con sette teste e dieci corna. [4]La donna era ammantata di porpora e di scarlatto, adorna d'oro, di pietre preziose e di perle, teneva in mano una coppa d'oro, colma degli abomini e delle immondezze della sua prostituzione. [5]Sulla fronte aveva scritto un nome misterioso: Babilonia la grande, la madre delle prostitute e degli abomini della terra. [6]Allora mi accorsi che la donna era ubriaca del sangue del popolo di Dio e del sangue di quelli che sono morti per la fede in Gesù." (Apocalisse, 17:1-6, versione CEI).
- [9]Qui ci vuole un po' di intelligenza: le sette teste sono i sette colli sui quali la donna è seduta. Sono anche sette re. [10]Cinque sono già caduti, uno regna ora, e il settimo non è ancora venuto. Quando verrà durerà poco. (Apocalisse, 17:9-10, versione CEI).
- [11]Quanto alla bestia che era e non è più, è ad un tempo l'ottavo re e uno dei sette, ma va in perdizione.
- [15]L'angelo continuò a spiegare: "Le acque che hai visto, dove abita la prostituta, rappresentano popoli, moltitudini, nazioni e lingue. [16]Il mostro e le dieci corna che hai visto odieranno la prostituta, la lasceranno nuda e priva di tutto, divideranno la sua carne e distruggeranno i suoi resti con il fuoco". (Apocalisse, 17:15-16, versione CEI).
- "La donna che hai visto è la grande città che comanda su tutti i re della terra". (Apocalisse, 17,18 versione CEI).
- [2]L'angelo gridò con voce potente: "è caduta! La grande Babilonia è caduta! È diventata dimora di demoni, rifugio di tutti gli spiriti immondi, rifugio di ogni uccello impuro e ripugnante. [3]Tutte le nazioni hanno bevuto il vino della sua sfrenata prostituzione, i re della terra si sono prostituiti con lei, e i mercanti si sono arricchiti della sua ricchezza favolosa". (Apocalisse, 18:2-3 versione CEI).
- [7]Fatele soffrire dolore e tormenti nella misura in cui si procurò splendore e piacere. Essa diceva fra sé e sé: sono una regina in trono, non una povera vedova, il lutto non mi toccherà. [8]Ecco perché in un giorno solo si abbatteranno di colpo su di lei tutti i castighi: malattia mortale, lutto, carestia, e sarà consumata dal fuoco. Potente è Dio che l'ha condannata. (Apocalisse, 18:7-8 versione CEI)

## Storia, allegoria e profezia

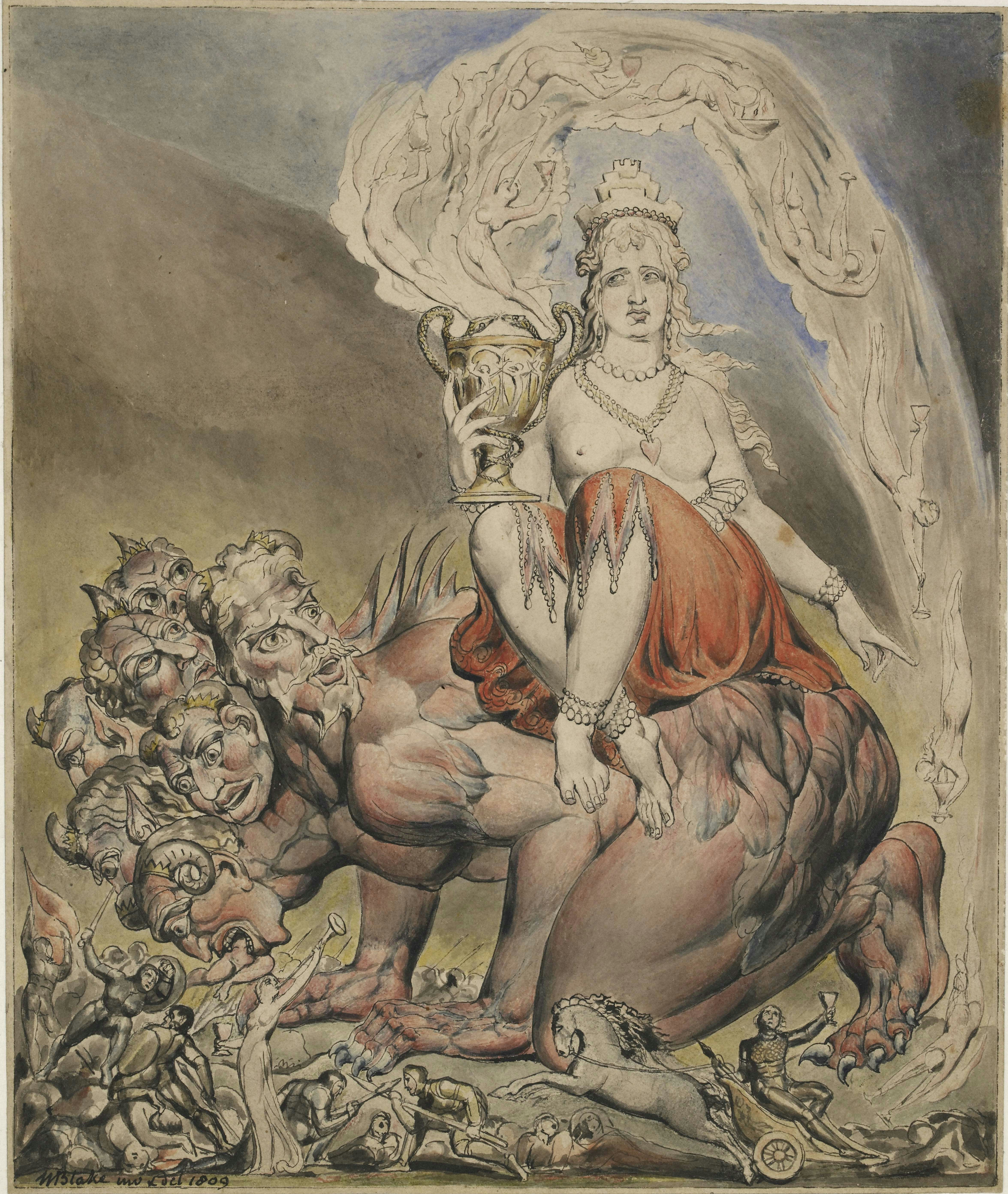
Babilonia la prostituta secondo l'interpretazione del pittore William Blake (1809)

Come ogni figura evocata nel Libro dell'Apocalisse anche quella di Babilonia può essere interpretata in base a vari tipi di approccio così riassumibili:
- Allegorico: legge lo scritto come un trattato allegorico sul conflitto universale che caratterizza tutta la storia umana fino alla parusia. In quest'ottica il Libro dovrebbe incoraggiare i credenti a schierarsi dalla parte del Bene.
- Storico-critico: ritiene che ogni simbolismo debba essere compreso nell'ambito del contesto storico, letterario e sociale in cui è stato scritto. Anche le profezie contenute nell'Apocalisse (in questo caso la caduta di Babilonia) farebbero riferimento a realtà già esistenti e note all'autore.
- Profetico: crede che il Libro contenga una profezia escatologica. Questa scuola di pensiero può essere suddivisa ulteriormente in:
  - Visione sincronica (o preterista): ritiene che il Libro si riferisca ad eventi passati e pertanto la simbologia si riferisca a eventi già accaduti o contemporanei alla redazione finale dell'Apocalisse o al più attesi per l'immediato futuro.
  - Visione diacronica: sostiene che il testo contenga una profezia degli eventi che vanno dal I secolo fino al Secondo avvento (e quindi, rispetto ad oggi, alcune immagini potrebbero essere riferite al passato e altre al futuro).
  - Visione futurista: crede che quanto scritto rappresenti la rivelazione della fine dei giorni e degli eventi che la preparano. E che pertanto l'intero contenuto vada riferito al futuro.

## Visioni sincroniche
La maggior parte degli esegeti interpreta l'Apocalisse alla luce del contesto storico in cui essa fu composta. L'interpretazione prevalente identifica Babilonia la Grande con l'antica Roma, centro del potere pagano con cui i primi cristiani si scontrarono. Si osservi che nell'Antico Testamento l'idolatria è costantemente identificata con la prostituzione, in quanto tradimento del rapporto "coniugale" fra l'umanità e Dio. In quest'ottica le sette teste del mostro su cui siede la prostituta sarebbero i sette colli su cui Roma poggia e sette imperatori romani.
Nell'ipotesi prevalente secondo cui l'Apocalisse fu composta o almeno terminata ai tempi di Domiziano i sette re potenti potrebbero essere Augusto, Tiberio, Caligola, Claudio, Nerone, Vespasiano e Tito, mentre l'ottavo re sarebbe stato Domiziano, che una leggenda romana identificava come "Nero redivivus". Non c'è, però, accordo fra gli esegeti sulla scelta e nemmeno su quale imperatore considerare per primo. Giancarlo Biguzzi osserva che "il conteggio è fatto cominciare da Cesare (E. Renan, H.J. Holtzmann, S. Giet), da Ottaviano (H.B. Swete, W. Hadorn, A. Gelin, A. Wikenhauser, J.A. Robinson), da Caligola (L. Brun, J.H. Ulrichsen, P. Prigent), o Nerone (E.-B. Allo, B. Reicke), o da Galba (W. Bossuet)".
Alcuni esegeti, invece, identificano "Babilonia la grande" con Gerusalemme, cui sembra accennare il versetto 11,8:"la grande città, che simbolicamente si chiama Sodoma ed Egitto, dove appunto il loro Signore fu crocifisso".

## Visioni diacroniche

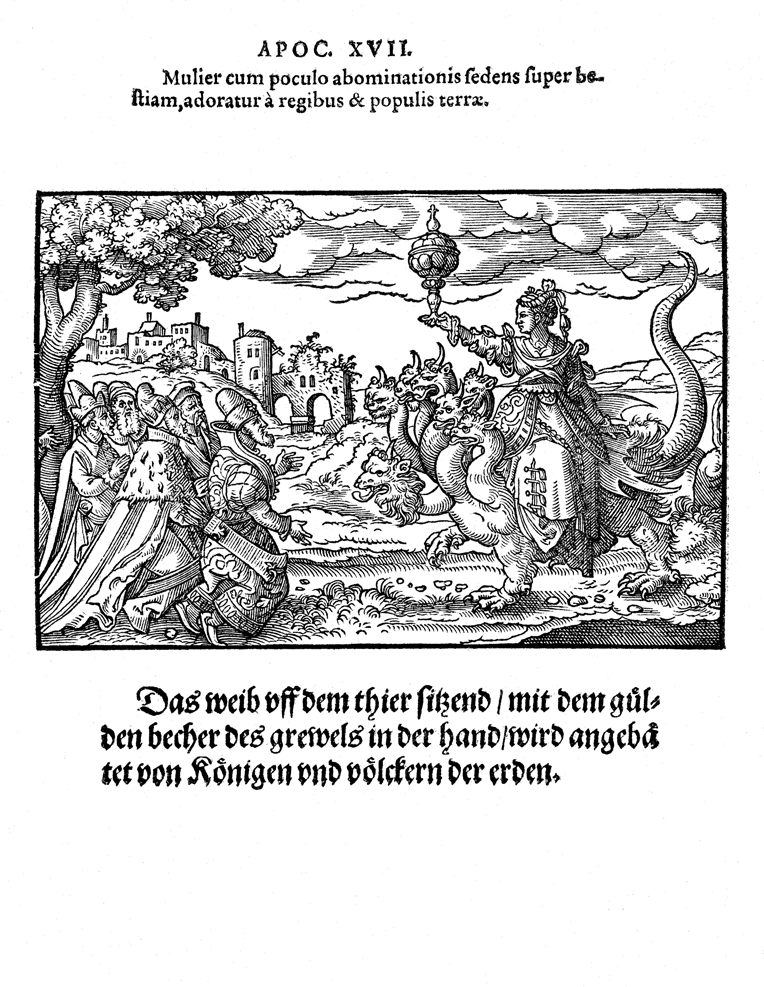
Stampa tedesca del tardo XV secolo

Secondo il dizionario biblico The Interpreter's Dictionary of the Bible gli aspetti simbolici di quanto è rappresentato dalla biblica Babilonia La Grande non possono essere attribuiti ad una sola entità politica:
<<Non è sufficiente identificare Roma come Babilonia. Babilonia abbraccia più di un solo impero o una sola cultura. È caratterizzata più dalle prevalenti idolatrie che da confini geografici o temporali. Babilonia ha la stessa estensione e durata della bestia che ha corrotto e reso schiava l'umanità, e che l'Agnello deve vincere (Riv.17:14) perché l'umanità sia resa libera">>

### Il potere papale come Grande prostituta
Molti tra quanti si sono scontrati con il potere temporale del papato hanno adottato un'interpretazione diacronica dell'Apocalisse identificando la meretrice con la chiesa cattolica corrotta.

#### Esempi cattolici
Prima della Pace di Costanza, ad esempio, Federico Barbarossa scrisse al Papa Alessandro III riferendosi alla sua Chiesa come alla Grande meretrice e a lui come Anticristo. Anche Dante Alighieri fece riferimento alla Roma papale corrotta dalla simonia con questi versi:
quando colei che siede sopra l'acque
puttaneggiar coi regi a lui fu vista»
(Divina Commedia, Inferno, XIX, 107-117)
Nel XV secolo il domenicano Girolamo Savonarola si scagliò contro la sua Chiesa definendola meretrice di Babilonia perché disapprovava la politica sociale e la corruzione morale del papato del suo tempo e venne in seguito accusato d'eresia e scomunicato.
Ancora oggi alcuni cattolici tradizionalisti e sedevacantisti che non accettano quanto emerso dal
Concilio Vaticano II credono che l'odierna Chiesa Cattolica Romana, dopo l'elezione di Papa Giovanni XXIII possa essere effettivamente identificata con la grande Babilonia.

#### Interpretazioni protestanti

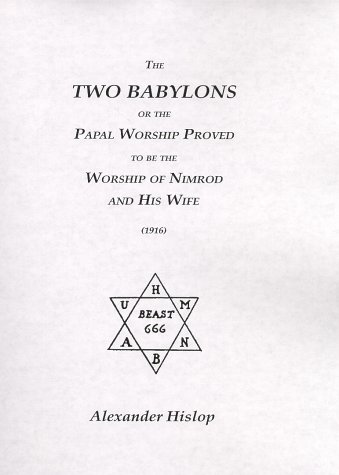
Copertina dell'edizione del 1919 di "Le due Babilonie" del teologo protestante Alexander Hislop

I fondatori delle Chiese riformate, da Martin Lutero (che scrisse il trattato teologico Sulla cattività babilonese della Chiesa) a Giovanni Calvino e John Knox identificarono la Chiesa Cattolica romana con la meretrice di Babilonia.
La Confessione di fede di Westminster del 1646 arrivò a identificare il papa con l'anticristo e l'analogia tra Babilonia e la Chiesa cattolica venne ripresa dal pastore evangelico Cyrus Scofield nella sua Bibbia annotata e da Emanuel Swedenborg nella sua Apocalisse Rivelata. Nel 1853 tornò sull'argomento il pastore scozzese Alexander Hislop in un libro, Le Due Babilonie, che ebbe molte ristampe. Queste opinioni sono ancora oggi accreditate da alcuni fedeli protestanti e da figure controverse come quelle di Ian Paisley e Jack Chick. 
Le teorie cospiratorie di Hislop vengono oggi considerata frutto di un rimescolamento di "conoscenze schematiche del Vicino Oriente antico con una fervida immaginazione"
I sostenitori di questa teoria cercano analogie tra la descrizione biblica della Grande prostituta e alcune caratteristiche della Chiesa romana e sottolineano, ad esempio:
- che la donna era ammantata di porpora e di scarlatto evidenziando che questi stessi sono i colori dell'abito corale dei cardinali e del papa.
- che la donna era ubriaca del sangue del popolo di Dio e del sangue di quelli che sono morti per la fede in Gesù facendo riferimento alla venerazione per i Santi e per le reliquie (che i protestanti considerano una forma di idolatria e apostasia)
- che con lei si sono prostituiti i re della terra e gli abitanti della terra si sono inebriati del vino della sua prostituzione e sottolineano che la Santa Sede ha propri ambasciatori in tutti gli Stati del mondo e ha buoni rapporti coi potenti della terra si pensa nel destino che l'umanità deve ritornare alla nascità di Gesù il 25 di Dicembre per l'eterno ritorno per espiare i peccati dell'uomo sulla terra.

### L'ecumenismo come Grande Babilonia
Una delle interpretazioni evangelicali più diffuse su Babilonia la Grande è che possa trattarsi dell'ecumenismo, come ha dichiarato il leader battista Tim LaHaye nel libro "Il principio della fine", interpretazione del giudizio universale condivisa anche da Billy Graham nel suo libro "Avviso di tempesta".

### Interpretazioni geopolitiche

#### Gli USA
Il paragone tra gli Stati Uniti d'America e Babilonia può trovare fondamento nel parallelismo tra l'Impero americano e l'Impero romano quali superpotenze militari egemoni nei confronti della altre nazioni. Varie organizzazioni religiose fondamentaliste statunitensi
vedono il loro Paese come razzialmente decadente, corrotto e anticristiano e richiamano quindi l'immagine della Grande meretrice associata agli Stati Uniti o alla città di New York.
Alcuni, come lo scrittore Richard Coombes pensano che la Statua della Libertà abbia significative somiglianze con la Grande prostituta biblica. Innanzitutto è stata modellata sulla dea romana Libertas, che si suppone derivi dalla divinità babilonese Ishtar, il cui culto promuoveva la completa libertà personale e uno stile di vita edonistico e disinibito. La caratteristica di sedere su molte acque, inoltre, potrebbe attagliarsi tanto agli Stati Uniti, che si estendono dal Pacifico all'Atlantico, quanto alla Statua stessa, la cui corona rappresenta i sette oceani e continenti del mondo.

#### L'impero Ottomano
Esiste una teoria che collega la meretrice di Babilonia a un risorgente Impero Ottomano e all'Islam militante. Costantinopoli, l'odierna Istanbul, è infatti nota per essere stata costruita su sette colli, come Roma. Inoltre, come vuole la metafora, siede su molte acque (si estende sullo stretto del Bosforo, che unisce il Mar Nero al Mar di Marmara) e regnò sia sull'Impero Romano che su quello Ottomano perché fu capitale di entrambi.

#### URSS, Gran Bretagna e Terzo Reich
Durante la Guerra Fredda, la cultura popolare negli Stati Uniti era portata a vedere l'URSS come una sorta di mostro da annientare e le attribuiva i caratteri della Grande Babilonia, sottolineando la simbologia che potevano richiamare i sette colli di Mosca. Gli studi dispensazionalisti della Bibbia e i commentari (come la Bibbia annotata di Scofield) identificarono inoltre nell'Unione Sovietica e nella Russia la figura del malvagio gigante biblico Gog. Varie analogie possono essere rintracciate tra la potenza sovietica e le caratteristiche attribuite alla Grande Babilonia ma simili parallelismi furono del resto tracciati in precedenza anche con l'Impero britannico e la Germania nazista.

## Visioni futuriste

### Interpretazione dei testimoni di Geova
(Apocalisse 17:4-6, Traduzione del Nuovo Mondo)
Secondo i testimoni di Geova Babilonia la Grande è l'impero mondiale della falsa religione cioè un sistema religioso che ha esteso la sua signoria su molti popoli e nazioni ed esercita una grande azione politica sostenendo l'idolatria, l'immoralità, le guerre e un sistema economico avido e oppressivo.
Può essere vista come un'entità religiosa allacciandosi al fatto che la Bibbia dice che mediante le sue pratiche spiritiche vengono “sviate tutte le nazioni”. (Rivelazione 17:18; 18:12, 13, 23, TNM) ma comprende anche "la parte non religiosa del mondo di Satana" cioè l'ateismo.
È considerata uno degli elementi principali dell'anticristo e l'esegesi di alcuni passi dell'Apocalisse porta i testimoni di Geova a credere che Babilonia la Grande sarà distrutta dall'ONU e questo segnerà l'inizio della Grande Tribolazione (Matt. 24:21) il quale sarà anche l'inizio di una serie di eventi che porteranno ad Armaghedon, e cioè la guerra del gran giorno dell'Iddio Onnipotente, la qual guerra distruggerà il sistema mondiale satanico che comprende, oltre l'impero religioso mondiale, anche l'impero commerciale e politico. "Con una mossa improvvisa, sconvolgente, le potenze politiche del mondo attaccheranno la falsa religione e la distruggeranno completamente. Cosa li spingerà ad agire in questo modo? Il libro biblico di Rivelazione risponde: Dio ha messo nei loro cuori di eseguire il suo pensiero". Questo non vuol significare, tuttavia, che l'umanità intera è lasciata senza una speranza, coloro che fin da ora danno prova di rispondere con la condotta e la propria vita messa in armonia con i principi e i requisiti cristiani richiesti ai futuri sudditi del prossimo governo mondiale retto da Cristo Gesù, possono sperare realisticamente di sopravvivere al giorno di Armaghedon.

### Interpretazione del mormonismo
Secondo la Chiesa di Gesù Cristo dei Santi degli Ultimi Giorni la Grande meretrice descritta nel Libro dell'Apocalisse viene normalmente identificata con la Grande e abominevole chiesa, una religione metaforica descritta nel Libro di Mormon e in altre opere di Joseph Smith.
Tale Chiesa si sarebbe formata subito dopo la vita di Gesù e sarebbe responsabile dell'uccisione degli apostoli e della Grande Apostasia (Primo Nefi 13:5-6). Viene inoltre accusata di aver corrotto il testo originario della Bibbia e di aver rimosso la parte più preziosa del Vangelo dell'Agnello (Primo Nefi 13:34)
Sebbene alcuni interpreti abbiano voluto vedere riferimenti diretti al cattolicesimo o al protestantesimo nel Libro di Mormon è scritto che esistono soltanto due chiese: quella dell'Agnello di Dio e quella del Diavolo pertanto ciò che non appartiene alla chiesa dell'Agnello fa parte dell'altra grande chiesa che è la madre degli abomini e la prostituta di tutta la Terra (Primo Nefi 14:10-11).